# Logan Williams
Logan Keith Williams, född 12 oktober 1995, är en uppfinnare, entreprenör, professor och vetenskapsman baserad i Christchurch, Nya Zeeland. Han arbetar med materialteknik, läkemedel, utbildning och jordbruksteknik. Han utsågs också i Forbes 30 Under 30 - Asia - Industry, Manufacturing & Energy (2020), och en finalist för Årets Unga Nya Zeeland.

## Uppfinningar och satsningar
- 2015 - Polariserade kontaktlinser som förebyggande åtgärd för ljuskänslig epilepsi[13][14].
- 2018 - Hans metod att omvandla Didymosphenia geminata en invasiv kiselalg som förstör vattendrag till papper, bioplast och tyg och utrotar algen i flera floder i Nya Zeeland[15][16][17][18].
- 2019 – Utvecklade en metod för att kombinera fårull med nylon för att extrahera ullkompositfiber[19][20][21].
- 2021 – Skapat ett system för att kemiskt förstöra metan[22].